# Béla Károlyi
Béla Károlyi (Pronunciación en húngaro: /ˈbeːlɒ ˈkaːroji/; Cluj-Napoca, 13 de septiembre de 1942-Indianápolis, 15 de noviembre de 2024) fue un entrenador de gimnasia rumano de origen húngaro. Se hizo famoso como entrenador de la múltiple campeona olímpica Nadia Comăneci. En los Juegos Olímpicos de 1980 en Moscú, fue entrenador del equipo olímpico rumano de gimnasia, con el que ganó dos medallas de oro (Comăneci), tres medallas de plata (Comăneci, Eberle, equipos) y dos medallas de bronce (Rühn). En 1981, permaneció con Márta Károlyi, su esposa y co-entrenadora del equipo olímpico femenino de gimnasia de Rumania, en los Estados Unidos de América. Aquí, los dos se convirtieron en entrenadores del equipo femenino de gimnasia artística de Estados Unidos y convirtieron a este equipo en el más fuerte del mundo.

## Biografía
Al principio de su carrera como entrenador, desarrolló el sistema de entrenamiento centralizado rumano para gimnasia. Una de sus primeras protegidas fue Nadia Comăneci, la primera gimnasta de los Juegos Olímpicos en obtener una puntuación perfecta. Viviendo bajo la dictadura de Nicolae Ceausescu, Károlyi se enfrentaba frecuentemente con funcionarios rumanos. Él y su esposa Marta Károlyi escaparon a los Estados Unidos en 1981, ocho años antes de la caída del régimen comunista en Rumanía.
Desde su llegada a los Estados Unidos, a Béla y su esposa Márta se les atribuye la transformación del entrenamiento de gimnasia artística en los Estados Unidos y su gran éxito internacional. Ambos han sido entrenadores del equipo nacional femenino de gimnasia de los Estados Unidos, así como coordinadores del equipo nacional de gimnasia estadounidense en los Juegos Olímpicos.
Károlyi ha entrenado a muchas gimnastas nacionales, europeas, mundiales y olímpicas notables, incluidas Nadia Comăneci, Ecaterina Szabo, Mary Lou Retton, Betty Okino, Teodora Ungureanu, Kim Zmeskal, Kristie Phillips, Dominique Moceanu, Phoebe Mills y Kerri Strug. En total, Károlyi ha entrenado a nueve campeonas olímpicas, quince campeonas mundiales, dieciséis medallistas europeas y seis campeonas nacionales de Estados Unidos. Béla Károlyi fue incluido en el Salón de la Fama de la Gimnasia Internacional en 1997. Béla y Márta Károlyi fueron incluidos como equipo técnico en el Salón de la Fama de la Gimnasia de los Estados Unidos en 2000.

## Inicios en su carrera como entrenador
Károlyi nació en Cluj-Napoca, Rumania. Como un atleta hábil, se convirtió en campeón nacional de boxeo juvenil y fue miembro del equipo rumano de lanzamiento de martillo. Se matriculó en la Escuela de Educación Física de Rumanía, Universitatea Babes-Bolyai, estudiando y practicando gimnasia después de haber tenido problemas con una prueba obligatoria de habilidades en el deporte.
En su último año en la universidad, Károlyi entrenó al equipo femenino de gimnasia, cuya estrella era Márta Erőss. Más tarde comenzaron una relación y se casaron en 1963. Se mudaron a un pequeño pueblo en la región minera del carbón donde se había criado Béla, donde comenzaron una clase de gimnasia en la escuela primaria. Posteriormente fueron invitados por el gobierno a crear una escuela nacional de gimnasia.
El famoso programa de formación centralizado de Rumanía tiene sus raíces en la década de 1950; Károlyi ayudó a desarrollar aún más el programa a finales de la década de 1960 y principios de la de 1970. Trabajó como entrenador en el internado de Gheorghe Gheorghiu-Dej (ahora llamado Oneşti), entrenando a chicas jóvenes especialmente elegidas por su potencial atlético. Una de las primeras alumnas de la escuela fue Nadia Comăneci, de seis años, que vivía cerca del pueblo y acudía al internado caminando desde su casa.
Károlyi debutó como entrenador internacional en 1974. Tuvo que persuadir a la federación rumana de gimnasia para que Comăneci y sus otros atletas fueran nombrados para el Campeonato de Europa de 1975 y el equipo olímpico de 1976, porque la federación favorecía a los atletas del club Dinamo en Bucarest. 
En los Juegos Olímpicos de Verano de 1976 en Montreal, fue el entrenador jefe de la escuadra rumana, y la mayoría de los miembros del equipo eran atletas de Gheorghe Gheorghiu-Dej. El equipo se llevó la medalla de plata y Comăneci fue una de los mejores jugadoras de los Juegos, anotando el primer 10 perfecto en una competición olímpica. En total, los rumanos ganaron siete medallas en Montreal: tres de oro, dos de plata y dos de bronce.

## Huida a Estados Unidos
Después de la victoria en los Juegos Olímpicos, Károlyi se enfrentó nuevamente con funcionarios de la Federación Rumana y la tensión aumentó. Durante un torneo de gimnasia en 1981, la familia Károlyi y el coreógrafo del equipo rumano Géza Pozsár buscaron asilo político en los Estados Unidos, dejando temporalmente a su hija Andrea, de siete años, con familiares en Rumania. Se establecieron en Texas. Aquí un grupo de empresarios invitó a los Károlyi a unirse a una empresa de gimnasia. Así, la familia Károlyi se mudó a Houston. La condición de Károlyi como "entrenador de Nadia" atrajo rápidamente a gimnastas a su club. En los Juegos Olímpicos de Verano de 1984 en Los Ángeles, Béla Károlyi participó como entrenador individual de Mary Lou Retton, quien ganó el oro olímpico en la competición individual compuesta y otras cuatro medallas, dos de plata y dos de bronce. También fue el entrenador individual de Julianne McNamara, la medallista de oro paralela. Después de estos éxitos, Béla Károlyi compró el gimnasio de Houston y atrajo a muchas de las mejores gimnastas del país. También recibió un acuerdo de patrocinio de McDonald's para tener su logotipo dorado como parte del diseño de la funda de los uniformes de su equipo.
En 1988, la esposa de Béla, Marta Károlyi, fue nombrada entrenadora asistente de la selección nacional dirigida por Don Peters.
Béla Károlyi se convirtió en entrenador en jefe de los Juegos Olímpicos de Verano de 1992, donde Estados Unidos terminó tercero en la competición por equipos y Shannon Miller ganó dos medallas de plata y dos de bronce.
En los Juegos Olímpicos de Verano de 1996 en Atlanta , Estados Unidos ganó su primer título por equipos, con Shannon Miller llevándose el oro en la viga.
Károlyi se retiró del entrenamiento después de los Juegos Olímpicos de 1996. Él y Márta fueron a su granja y al campamento de gimnasia en New Waverly, Texas. En 1997, Bela fue incluido en el Salón de la Fama de la Gimnasia Internacional.
El equipo de Estados Unidos experimentó un declive en los años siguientes, dejando los Campeonatos del Mundo de 1997 y 1999 sin medalla. Después del Campeonato Mundial de 1999, USA Gymnastics intentó renovar su programa contratando a Károlyi como coordinador del equipo nacional. Károlyi exigió que todos los miembros del equipo nacional asistieran a campamentos frecuentes y agotadores en su granja al norte de Houston. Algunas deportistas afirmaron que estaban sometidas a un estrés considerable y la tensión aumentó hasta el punto de que las gimnastas protestaron abiertamente contra Károlyi. En los Juegos Olímpicos de 2000, el equipo estadounidense inicialmente quedó en cuarto lugar, pero el equipo chino tenía un atleta menor de edad, por lo que el equipo estadounidense finalmente recibió las medallas de bronce en 2010.
En 2001, Marta Károlyi fue seleccionada para el puesto de coordinadora de la selección nacional. Aunque mantuvo algunos aspectos del programa de su marido, como el sistema de campos de entrenamiento, redujo la frecuencia de los campos. Entre 2001 y 2007, el equipo femenino de Estados Unidos ganó un total de 34 medallas en campeonatos mundiales y competiciones olímpicas. Entre 2001 y 2016, ganaron cinco títulos por equipos en el Campeonato Mundial (2003, 2007, 2011, 2014 y 2015) y dos títulos olímpicos por equipos (2012, 2016).

## Libros
Károlyi, Béla; Richardson, Nancy Ann (1994). ISBN 0-7868-6012-X
Ryan, Joan (2000).  Little Girls in Pretty Boxes. Grand Central Publishing. ISBN 0446676829
Móra, László (2016). Károlyi Béla – Dikta-torna. Budapest. ISBN 978-615-80135-9-8

## Televisión
Béla Károlyi apareció en el episodio "At the Edge of the Worlds" (Al borde de los mundos), en el programa de ABC Family Make It or Break It. Interpretó al padre del entrenador Sasha Belov.

## Música
Béla Károlyi fue mencionado en la canción de Sir Mix-A-Lot, "Beepers". La letra de la canción es: "Ese es Attitude Adjustor, mi colega... abrazando a más chicas que Béla Károlyi".